# Theodor Kleine
Theodor Kleine   (Lünen, 4 de setembre de 1924 - Lünen, 12 de febrer de 2014) fou un piragüista en aigües tranquil·les alemany que va competir sota bandera la República Federal Alemanya durant les dècades de 1940 i 1950.
El 1956 va prendre part en els Jocs Olímpics d'Estiu de Melbourne, on guanyà la medalla de plata en la prova del K-2, 10.000 metres del programa de piragüisme. Formà parella amb Fritz Briel.
En el seu palmarès també destaquen dues medalles d'or al Campionat del Món de piragüisme en aigües tranquil·les de 1958. Al Campionat d'Europa guanyà tres medalles, dues d'or i una de plata, entre les edicions de 1957 i 1959. També va guanyar 23 títols nacionals de l'Alemanya Occidental entre 1947 i 1959.